# Онаґава

38°26′44″ пн. ш. 141°26′40″ сх. д. / 38.44556° пн. ш. 141.44444° сх. д.
Онаґа́ва (яп. 女川町, おながわちょう, МФА: [onagawa t͡ɕoː]) — містечко в Японії, в повіті Осіка префектури Міяґі. Станом на 1 жовтня 2008 площа містечка становила 65,79 км². Станом на 1 січня 2009 населення містечка становило 10 307 осіб.